# Zeche Verein
Die Zeche Verein ist ein ehemaliges Steinkohlenbergwerk in Mülheim-Fulerum. Das Bergwerk war nur wenige Jahre in Betrieb.

## Bergwerksgeschichte
Im Jahr 1846 wurde ein Längenfeld im Bereich der Berechtsamen der Zechen Preußische Hoheit, Diepenbeck und Beringrad verliehen. Im Bereich dieser Berechtsame hatte es bereits vorher Stollenbau gegeben. Es wurde der Schacht Vereinigung der ehemaligen Zeche Wiesche übernommen. Der Schacht reichte bis zur 63 Lachter-Sohle. Nach der Verleihung ging das Bergwerk für mehrere Jahre in Betrieb. Bereits im Jahr 1851 konsolidierte die Zeche Verein unterhalb der Stollensohle zur Zeche Vereinigte Wiesche. Bei dieser Konsolidation wurde der Schacht Vereinigung mit übernommen. Die Zeche Verein war danach oberhalb der Stollensohle weiterhin eigenständig in Betrieb. Im Jahr 1857 war auch wieder ein eigener Schacht vorhanden. Noch vor dem Jahr 1875 war der Abbau oberhalb der Stollensohle beendet. Aus diesem Grund wurde die Zeche Verein stillgelegt. Im Jahr 1896 fiel die Restberechtsame an die Zeche Vereinigte Wiesche.